# Julien Lootens
Julien Lootens dit Samson ou Julien Samson (né le 2 août 1876 à Wevelgem et mort le 5 août 1942 à Bruxelles) est un coureur cycliste belge.
Il a participé au premier Tour de France en 1903, qu'il a terminé à la septième place. Cette année-là, il est deuxième du championnat de Belgique sur route. En 1904, il est dixième de Paris-Roubaix. En 1905, il est vingtième du Tour de France. Il est avec Aloïs Catteau le seul étranger à disputer ce Tour. En 1906, il prend la troisième place du championnat de Belgique de vitesse sur piste. Il dispute son dernier Tour de France, qu'il abandonne lors de la deuxième étape.

## Palmarès
- 1903
  - 2e du championnat de Belgique sur route
  - 7e du Tour de France
- 1904
  - 10e de Paris-Roubaix
- 1906
  - 3e du championnat de Belgique de vitesse

## Résultats sur le Tour de France
- 1903 : 7e
- 1904 : 11e (disqualifié)
- 1905 : 20e
- 1906 : abandon (2e étape)